# Begonia boliviensis
Begonia boliviensis  es una especie de la familia de las begonias Begoniaceae,  introducidas a Europa en 1864 por Richard Pearce que la descubre en los Andes bolivianos, aunque la especie había sido previamente identificada por Hugh Weddell en la misma región pero no introducida.
Begonia boliviensis tiene un interés histórico especial para los jardineros, siendo una de las especies usadas por John Seden en producir el primer híbrido Begonia × tuberhybrida (begonia tuberosa)  hecho en Inglaterra, B. × sedenii.
Fue exhibida por vez primera en el "International Horticultural Show" de París, en mayo de 1867,  atrayendo mucha atención a botánicos y horticultores, "más que a cualquier otra planta vista en tal magnificiente exhibición."

## Descripción
Los tallos de Begonia boliviensis salen de una corona radicular tuberosa, alcanzando una altura de entre 3 a 5 dm; flores, producidas en pares o de a tres en cortas ramas desde los ángulos de las hojas oblicuas y lanceoladas, brillantes  anaranjadas/rosas, compuestas de cuatro segmentos punteados.

## Distribución
La especie es originaria de bosques nubosos montanos del lado este de los Andes en Bolivia y en Argentina.  Se lo halla típicamente en laderas rocosas cerca de cursos de agua, donde la competencia vegetal es baja.
 

En la descripción en Hortus Veitchii se lee: 
"Una muy bonita planta con flores caedizas escarlatas, de Bolivia, enviadas por Richard Pearce, y de un gran interés por ser una de las especies originales de las que se pueden sacar numerosas variedades de jardín,  popular en nuestros días."

## Cultivo
El cultivar, Begonia boliviensis Bonfire está ampliamente disponible comercialmente y puede usarse en macetas, o en setos al aire libre. Posee flores anaranjadas brillantes, acampanuladas,  cubriendo la planta desde fines de primavera a fines del verano, con follaje aserrado acentuado por márgenes rojos, y alcanza 5 dm de altura.

## Hibridación
Apenas introducida a Inglaterra, John Seden, el gerente de James Veitch & Sons de Chelsea, Londres, exitosamente cruzó B. boliviensis y otra especie andina, creyéndose ser B. veitchii. Así fue el primer híbrido de "begonia tuberosa" alcanzado en Inglaterra. Y ese nueva variedad híbrida se nombró B. × sedenii Hort., y fue distribuida en 1870, habiendo sido galardonada con la "Silver Floral Medal" de la Royal Horticultural Society.

## Taxonomía
Begonia boliviensis fue descrita por  Alphonse Pyrame de Candolle y publicado en Annales des Sciences Naturelles; Botanique, série 4 11: 122. 1859.
Sinonimia
- Begonia argentinensis Speg.
- Begonia boliviensis var. latitepala Irmsch.
- Begonia boliviensis var. volcanensis L.B.Sm. & Schub[8]